# Distretto di Dâmbovița
Il distretto di Dâmbovița (in romeno Județul Dâmbovița) è uno dei 41 distretti della Romania, ubicato nella regione storica della Muntenia. Il judet (dal latino judicium che significa decisione, esperienza, prova, processo) ha potere amministrativo e territoriale di rango superiore, componendosi di tutte le città ed i paesi siti sul suo territorio.

## Centri principali
| Comune                  | Abitanti |
| ----------------------- | -------- |
| Târgoviște              | 89.773   |
| Moreni                  | 20.969   |
| Pucioasa                | 15.451   |
| Găești                  | 15.235   |
| Titu                    | 10.248   |
| Răzvad                  | 8.722    |
| Băleni                  | 8.602    |
| Dragomirești            | 8.493    |
| Corbii Mari             | 8.337    |
| Potlogi                 | 8.292    |
| Dati del 1º luglio 2007 |          |

## Geografia antropica

### Suddivisioni amministrative
Il distretto è composto da 2 municipi, 5 città e 82 comuni.

#### Municipi
- Târgoviște
- Moreni

#### Città
- Fieni
- Găești
- Pucioasa
- Răcari
- Titu

#### Comuni
- Aninoasa
- Băleni
- Bărbulețu
- Bezdead
- Bilciurești
- Braniștea
- Brănești
- Brezoaele
- Buciumeni
- Bucșani
- Butimanu
- Cândești
- Ciocănești
- Cobia
- Cojasca
- Comișani
- Conțești

- Corbii Mari
- Cornățelu
- Cornești
- Costeștii din Vale
- Crângurile
- Crevedia
- Dărmănești
- Dobra
- Doicești
- Dragodana
- Dragomirești
- Finta
- Glodeni
- Gura Foii
- Gura Ocniței
- Gura Șuții
- Hulubești

- Iedera
- Ion Luca Caragiale
- Lucieni
- Ludești
- Lungulețu
- Malu cu Flori
- Mănești
- Mătăsaru
- Mogoșani
- Moroeni
- Morteni
- Moțăieni
- Niculești
- Nucet
- Ocnița
- Odobești

- Perșinari
- Petrești
- Pietrari
- Pietroșița
- Poiana
- Potlogi
- Produlești
- Pucheni
- Raciu
- Răscăeți
- Răzvad
- Râu Alb
- Runcu
- Sălcioara
- Slobozia Moară
- Șelaru

- Șotânga
- Tărtășești
- Tătărani
- Uliești
- Ulmi
- Valea Lungă
- Valea Mare
- Văcărești
- Văleni-Dâmbovița
- Vârfuri
- Vișina
- Vișinești
- Vlădeni
- Voinești
- Vulcana-Băi
- Vulcana-Pandele